# Малта на Светском првенству у атлетици на отвореном 2009.
Малта је учествовала на Светском првенству у атлетици на отвореном 2009. одржаном у Берлину од 15. до 23. августа дванаести пут, односно учествовала је на свим првенствима до данас. Репрезентацију Малте представљало је један такмичара (1 мушкарац) у трци на 300 метара.
На овом првенству Малта није освојила ниједну медаљу, нити је оборен неки рекорд.

## Учесници
Мушкарци:
- Николај Портели — 200 м

## Резултати

### Мушкарци
| Атлетичар       | Дисциплина | Лични рекорд | Квалификавије | Квалификавије | Група                | Група                | Полуфинале           | Полуфинале           | Финале               | Финале       | Детаљи |
| Атлетичар       | Дисциплина | Лични рекорд | Резултат      | Место         | Резултат             | Место                | Резултат             | Место                | Резултат             | Место        | Детаљи |
| --------------- | ---------- | ------------ | ------------- | ------------- | -------------------- | -------------------- | -------------------- | -------------------- | -------------------- | ------------ | ------ |
| Николај Портели | 200 м      | 21,63        | 22,11         | 6 у гр. 8     | Није се квалификовао | Није се квалификовао | Није се квалификовао | Није се квалификовао | Није се квалификовао | 57 / 59 (67) |        |